# 南福克鎮區 (北卡羅萊納州福賽斯縣)
南福克鎮區（英語：South Fork Township）是位於美國北卡羅萊納州福賽斯縣的一個鎮區。

## 地方資料
南福克鎮區的面積為26.16平方千米，皆為陸地。根據2020年美國人口普查的數據，當地共有人口3091人，而人口密度為每平方千米118.16人。